# Dotknięcie Meduzy
Dotknięcie Meduzy (ang. The Medusa Touch) – brytyjsko-francuski horror katastroficzny z 1978 roku w reżyserii Jacka Golda. Ekranizacja powieści Petera Van Greenawaya pod tym samym tytułem.
Film był wyświetlany w polskich kinach pod koniec lat 80. XX w.

## Produkcja
Zdjęcia do filmu kręcono w katedrze w Bristolu, w nadmorskich miejscowościach Herne Bay i Reculver (hrabstwo Kent), w posiadłości Oakley Court (Berkshire) oraz w Londynie (m.in. ulice Wimpole Street i Strand).

## Opis fabuły
John Morlar jest niepraktykującym prawnikiem i poczytnym pisarzem, ekscentrykiem żyjącym samotnie. Od dzieciństwa posiada nietypowy dar wywoływania za pomocą myśli nieszczęśliwych wypadków (psychokineza), a nawet dużych katastrof. Najpierw zabija zaniedbujących go rodziców, potem wrednego nauczyciela i sędziego wydającego niekorzystny dla niego wyrok. Śmiertelny wypadek samochodowy nie omija również jego niewiernej żony i jej kochanka. W końcu jednak Morlar, już jako dojrzały mężczyzna pragnie zrobić coś ze swoją dziwną „przypadłością” i zgłasza się do „odpowiedniego” lekarza. Gdy ten bierze go za zwykłego wariata, postanawia udowodnić mu, że mówi prawdę i doprowadza w jej (dr Zonfeld jest kobietą) obecności do katastrofy samolotu pasażerskiego. Zrozpaczona doktor rozwala głowę Morlara, a po nagabywaniu policji prowadzącej w tej sprawie śledztwo, popełnia samobójstwo. Jednak ku zdziwieniu szpitalnych lekarzy, Morlar żyje, a jego mózg wciąż pracuje i jest aktywny. W ostatnich scenach filmu, nieprzytomny pisarz, doprowadza do zawalenia się gmachu słynnego Opactwa Westminsterskiego, pełnego oficjeli. Komisarz Brunel prowadzący śledztwo w sprawie usiłowania zabójstwa Morlara w końcu odkrywa tajemnicę ekscentrycznego pisarza i usiłuje zapobiec tragedii, jednak nie jest w stanie powstrzymać potężnej siły jego umysłu, która w ostatniej scenie filmu ukierunkowuje się na elektrownię atomową Windscale.

## Główne role
- Richard Burton – John Morlar
- Lino Ventura – komisarz Brunel
- Lee Remick – dr Zonfeld
- Harry Andrews – z-ca komisarza
- Alan Badel – proboszcz opactwa Westminster
- Marie-Christine Barrault – Patricia, żona Morlara
- Jeremy Brett – Parrish
- Michael Hordern – wróżbita
- Gordon Jackson – dr Johnson
- Michael Byrne – asystent komisarza Brunela
- Derek Jacobi – wydawca Morlara